# مادين
مادين هي بلدة في مقاطعة كاسان في ولاية قشقداريا في أوزبكستان.